# Fenómeno de Uhthoff
O Fenómeno de Uhthoff, também conhecido como Síndrome de Uhthoff, é o agravamento dos sintomas neurológicos em casos de esclerose múltipla ou outras condições em que se verifica desmielinização, durante o qual o corpo sobreaquece em consequência de exercício físico, febre, sauna ou imersão em água quente. É provavelmente devido ao efeito do aumento da temperatura na condução nervosa. À medida que a temperatura aumenta, os impulsos nervosos são atrasados ou bloqueados nos nervos afectados, mas assim que a temperatura volta ao normal, os sinais ou sintomas podem melhorar ou desaparecer por completo.